# Oosterhout
Oosterhout este o comună și o localitate în provincia Brabantul de Nord, Țările de Jos.

## Localități componente
Oosterhout, Dorst, Oosteind, Den Hout